# Långtjärnen (Los socken, Hälsingland, 684074-147064)
Långtjärnen är en sjö i Ljusdals kommun i Hälsingland och ingår i Ljusnans huvudavrinningsområde. Sjön har en area på 0,07 kvadratkilometer och ligger 278,3 meter över havet.

## Delavrinningsområde
Långtjärnen ingår i det delavrinningsområde (684190-147004) som SMHI kallar för Inloppet i Tensjön. Medelhöjden är 333 meter över havet och ytan är 9,77 kvadratkilometer. Räknas de 33 avrinningsområdena uppströms in blir den ackumulerade arean 263,32 kvadratkilometer. Loån (Hyttån) som avvattnar avrinningsområdet har biflödesordning 3, vilket innebär att vattnet flödar genom totalt 3 vattendrag innan det når havet efter 170 kilometer. Avrinningsområdet består mestadels av skog (91 procent). Avrinningsområdet har 0,07 kvadratkilometer vattenytor vilket ger det en sjöprocent på 0,7 procent.